# Jakarellus ineffectus
Jakarellus ineffectus är en insektsart som beskrevs av Baker 1924. Jakarellus ineffectus ingår i släktet Jakarellus och familjen dvärgstritar. Inga underarter finns listade i Catalogue of Life.